# Knowe of Lairo

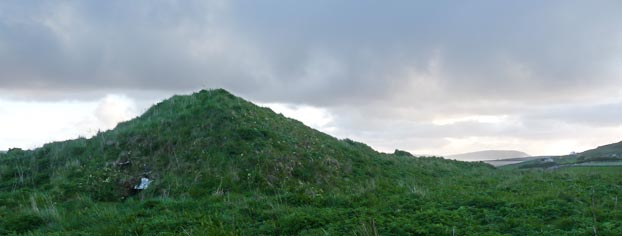
Knowe of Lairo

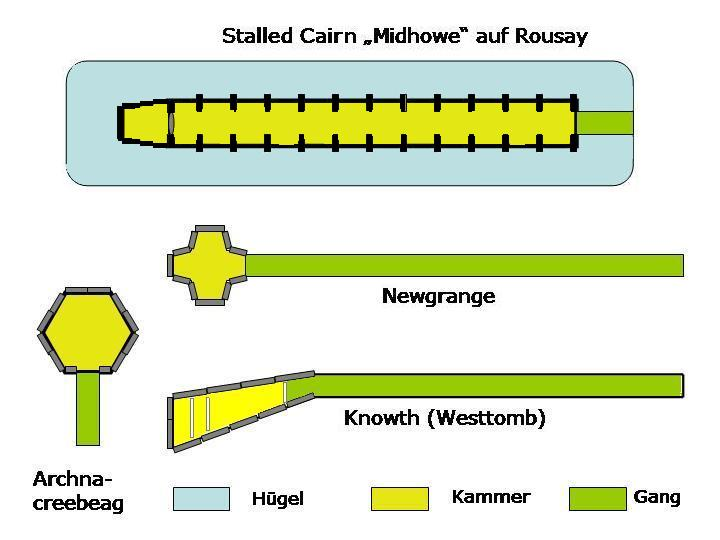
Schema der Passage Tombs

Der Knowe of Lairo ist ein Megalithgrab in Hullion auf der Orkneyinsel Rousay in Schottland. Das Passage Tomb liegt in einem Steinhügel mit gehörntem Vorhof (englisch long horned cairn) auch als Chambered Cairn bezeichnet. Es wurde etwa 2900 v. Chr. errichtet. Knowe bezeichnet einen kleinen Hügel und ist auf Rousay als Beiname weiterer Megalithanlagen belegt.

## Lage
Das Passage Tomb liegt oberhalb des Frotoft-Tals, nördlich der Küstenstraße, die am Wyre Sound entlang  führt, am Rand einer kleinen Terrasse. In der Nähe liegen die Gräber von Blackhammer, Knowe of Ramsay, Knowe of Yarso, der Midhowe Cairn und Taversoe Tuick. Gabriel Cooney sieht die beieinander liegenden Knowes von Lairo, Ramsey und Yarso als ein Gräberfeld an.

## Forschungsgeschichte
1929 besichtigte Vere Gordon Childe die Anlage und identifizierte sie als gehörntes Langgrab vom Caithness-Typ. Das nördliche Horn war allerdings durch Ackerbau zerstört worden. 1936 wurde das Grab  von Walter Grant ausgegraben. Es steht seit 1993 unter Denkmalschutz.

## Ausgrabungen
Der Hügel, in dem der Knowe of Lairo liegt, ist mit etwa 45,7 m ungewöhnlich lang. Die merkwürdig gewundene Kammer der Megalithanlage gehört zum Maeshowe-Typ, obwohl echte Seitenkammern fehlen und stattdessen nur eine Anzahl Nischen ausgebildet sind. Die gesamte Anlage besteht aus Trockenmauerwerk aus plattigem Sandstein. Ein etwa 5,8 Meter langer niedriger Gang führt in die 4,1 m hohe, 3,3 m lange und sehr schmale Kammer, deren Seitenwände nach innen überkragen. Die Anlage ähnelt in der Form Quoyness auf Sanday, ist aber wesentlich kleiner.
In der Anlage wurden Knochen und ein Steinbeil gefunden. Die Funde werden im National Museum of Scotland in Edinburgh aufbewahrt.